# Contenuto ordinatorio
Per contenuto ordinatorio, contrapposto a contenuto decisorio, s'intende, nei procedimenti giudiziari ma anche in quelli amministrativi e in quello di formazione delle leggi, la natura di un atto come funzionale allo svolgimento del procedimento medesimo e non alla sua conclusione.

## L'ordinanza
Atto avente tipicamente contenuto ordinatorio è, nei procedimenti giudiziari (civili, penali, amministrativi e costituzionali), l'ordinanza.
Con l'ordinanza si stabilisce, ad esempio, la sospensione di un processo per motivi quali: l'invio degli atti alla Corte costituzionale per la decisione di una questione di legittimità costituzionale; la riunione o lo scorporo di più procedimenti; l'assenza, per legittimo impedimento, di una delle parti etc.

### Possono le ordinanze avere contenuto decisorio?
Delle ordinanze possono, in determinati casi, avere contenuto decisorio.
È il caso, tipico, delle ordinanze con le quali la Corte costituzionale dichiara inammissibile una questione di legittimità costituzionale.
In tali casi, può parlarsi, in gergo, di "ordinanza con forza di sentenza".

## Nei procedimenti legislativi ed amministrativi
Nei procedimenti legislativi, hanno contenuto ordinatorio, ad esempio, gli atti con i quali si fissa l'ordine di priorità per l'esame dei disegni e delle proposte di legge.
In quelli amministrativi, un esempio può essere costituito dall'atto con il quale si fissa la data di "apertura delle buste" in una gara d'appalto.